# 高柳謙一
髙柳 謙一（たかやなぎ けんいち、1960年4月24日 - ）は、日本のフリーアナウンサー。東京都出身。オフィスラダーズ所属。ボイスワークス講師。朝日放送・WOWOWの元アナウンサー。アナウンス学校の元代表取締役でもあった。

## プロフィール
立教大学卒業後、朝日放送に入社。夏の甲子園やプロ野球を始めとするスポーツ中継で活躍。
1991年、日本衛星放送（WOWOW）開局にあたり移籍。ボクシング（『エキサイトマッチ』）、リングス、UFCなどの格闘技を中心に、テニス等のスポーツ実況を幅広く担当。また、『Railway Story』のナレーターも担当している。
1998年4月にフリーとなった。以降もWOWOWを中心に実況アナウンサーとして活動している。最近ではフルマラソンを完走するなど「走って、しゃべれる」鉄人アナウンサーの異名を持つ。
2008年9月、前代表永井譲治の死去に伴い、東京アナウンスセミナー（有限会社J.N.ヒューマンネットワーク）代表取締役に就任する。なお、新会社への暫定期間の代表だったため、2009年2月1日に発足した株式会社ジェイタスに合わせ1月31日に退陣している。

## 主な担当番組
- エキサイトマッチ〜世界プロボクシング（WOWOW）- 実況
- UFC-究極格闘技-（WOWOW）- 実況
- UFC登竜門TUF（WOWOW）- 実況
- スーパーバイク世界選手権（J SPORTS）- 実況
- ZST（GAORA）- 実況
- ABEMAボクシングチャンネル（ABEMA） - 実況
- Railway Story（WOWOW）- ナレーション
- 関ジャニの仕分け∞（テレビ朝日）- ナレーション

## 過去の主な担当番組
ABC時代
- 全国高校野球選手権大会中継 実況
- 速報!甲子園への道 メインキャスター
- ABCヤングリクエスト（ABCラジオ）[1]

WOWOW時代
- JWP女子プロレス中継 実況
- リングス 実況

フリー時代
- DEEP（FIGHTING TV サムライ）実況
- ドキュメント地球時間（NHK教育）ナレーション
- 三井住友VISA太平洋マスターズ（TBS）ナレーション
- サッカーTVワイド（テレビ東京）ナレーション